# دزد شمشیر
دزد شمشیر (به انگلیسی: The Sword Thief) جلد سوم مجموعه ۳۹ سرنخ اثر پیتر لرنجیس است.

## داستان
دن و امی در این قسمت به دنبال سرنخ گمشده ی سامورایی ترسناک تویوتومی هیده یوشی هستند و برای پیدا کردن این سرنخ به ژاپن می روند.اما آیا این بار هم آنها می توانند از خطر مرگ نجات پیدا کنند؟